# Bell Helicopter

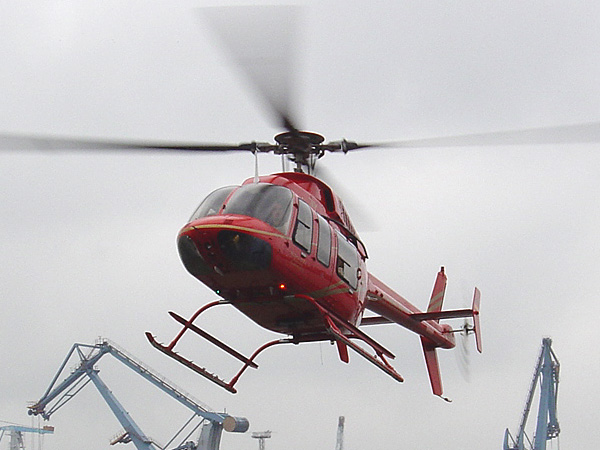
Bell 407

Bell Helicopter är en amerikansk tillverkare av helikoptrar och tiltrotorflygplan, som ingår i Textron Group. Tillverkningen av militära helikoptrar och tiltrotorer sker i USA och de civila tillverkas i Mirabell, Québec, Kanada.
Företaget grundades 1935 som Bell Aircraft Corporation, en flygplanstillverkare. 1941 anställdes Arthur M. Young (1905-1995), som efter studier vid Princeton University på egen hand hade experimenterat med helikopterkonstruktioner sedan 1929. Med honom följde Bart Kelley, som 1931 avbröt sina studier vid Harvard University för att bli hans medhjälpare. Young konstruerade företagets första helikoptermodell Bell 30 och 1945 Bell 47. Bell köptes av Textron 1960.

## Historik

### Bell Aircraft
Företaget grundades den 10 juli 1935 av Lawrence Dale Bell i Buffalo, New York och hette då Bell Aircraft Corporation. Företaget var inriktat på att designa och bygga stridsflygplan. Deras första stridsflygplan var XFM-1 Airacuda, ett två-motorigt jaktplan för att attackera bombflygplan, och P-39 Airacobra. P-59 Airacomet, det första amerikanska jetstridsplanet, och P-63 Kingcobra, efterföljaren till P-39, och Bell X-1 var också Bell-produkter.Företaget Bell fick av amerikanska försvarsmakten uppdraget att bygga ett överljudskapabelt flygplan. Man byggde då X-1 som blev världens första överljudsflygplan.

### Bell Helicopter
Textron köpte Bell Aerospace 1960. Bell Aerospace var då sammansatt av tre divisioner av Bell Aircraft Corporation, inkluderat deras helikopterdivision, vilken nu var deras enda division som fortfarande producerade fullständiga flygplan. Helikopterdivisionen blev omdöpt till Bell Helicopter Company och inom ett par år, med succén av UH-1 under vietnamkriget, hade den etablerat sig själv som den största divisionen på Textron. I januari 1976 bytte Textron namn på företaget igen, till Bell Helicopter Textron.

## Bellhelikoptrar i Sverige
Den första helikopter som importerades till Sverige var en Bell 47B, som köptes i november 1946 av Ostermans Aero och som fraktades nedmonterad till Göteborg, för att monteras där. Detta företag fick då också agenturen för Bell Helicopter för Skandinavien.

## Produktlista

### Helikoptrar

#### Civila
- Bell 47
- Bell 205
- Bell 206
- Bell 210
- Bell 212
- Bell 214
- Bell 222
- Bell 407
- Bell 412
- Bell 427
- Bell 429
- Bell 430

#### Militära
- UH-1 Iroquois (Huey)
- UH-1F, Air Force-variant av UH-1
- AH-1 Cobra (HueyCobra)

### Tiltrotorflygplan
- Bell Boeing V-22 Osprey (i samarbete med Boeing Rotor Systems)
- Eagle Eye